# 福田敬子
福田 敬子（ふくだ けいこ、1913年4月12日 - 2013年2月9日）は、日本の女子柔道家。アメリカ合衆国へ渡ってカリフォルニア州サンフランシスコに在住して柔道の普及活動を行った。

## 来歴
現在の東京都出身。講道館創始者の嘉納治五郎が柔術を学んだ天神真楊流柔術の福田八之助の孫にあたる。
21歳（1935年）の時、嘉納の勧めで講道館女子部に入門、嘉納に師事した。
1964年、東京オリンピックの女子柔道のエキシビションで乗富政子と「柔の形」の演武を披露。
1966年に柔道の国際的普及のために渡米、サンフランシスコに「桑港女子柔道クラブ」を設立した。以降、形の普及に力を入れ80歳を過ぎるまで世界各地を飛び回り、1990年には長年の功績が認められ勲四等瑞宝章を受章。
2006年、日本の女子柔道家としては史上初の講道館九段に昇段、2011年8月にはアメリカ柔道連盟により女子柔道家としては史上初の十段に昇段した。
晩年はパーキンソン病を患い足が不自由となったが、それでも週に2,3回は道場に顔を出し指導を行った。しかし2013年に入ると体調を崩し肺炎を発症、2月9日サンフランシスコ市内の自宅で死去した。99歳没。
葬儀は2月22日、本人の遺志に基づきサンフランシスコの桑港寺で営まれ、遺骨は福田家と、47年に渡りサンフランシスコで共同生活を送ってきた教え子のシェリー・フェルナンデスとで分骨された。日本では文京区の吉祥寺に納骨されたという。
3月8日には都内で「偲ぶ会」が開催され、日本女子柔道倶楽部代表の山口香や全日本女子柔道会会長の関秀ら約50人が参列し、柔道の母たる福田に感謝すると共にその死を悼んだ。

## その他
福田が最後に日本の土を踏んだのは2009年、里帰り実行委員会の招待によるものであった。講道館で講演した福田は「嘉納先生が生きていたら、何と声を掛けられると思うか？」との問いに対し、「まぁ、よくやったねって」と答えている。
2012年、日系米人フィルムメーカー、ユリコ・ガモー・ロマーにより、彼女の伝記映画 "MRS. JUDO: BE STRONG, BE GENTLE, BE BEAUTIFUL”が完成し、日本では2015年『福田敬子～女子柔道のパイオニア』の邦題で上映されている。